# Óscar Armando Díaz
Óscar Armando Díaz, conosciuto anche con il soprannome di Tito, (Santa Rosa de Lima, 15 ottobre 1970 – Santa Rosa de Lima, 12 dicembre 1998), è stato un calciatore salvadoregno, di ruolo attaccante.

## Biografia
Divenuto calciatore, militò nelle società calcistiche salvadoregne del Club Deportivo Municipal Limeño e del Club Deportivo FAS, raggiungendo anche la convocazione nella nazionale salvadoregna.
Nel 1998 venne ucciso nel bar "Las Siete Copas" della sua città natale, Santa Rosa de Lima. Per l'omicidio venne sospettato un ufficiale della polizia locale, ma le indagini non portarono ad alcuna conclusione.

## Carriera

### Club
Nella sua carriera agonistica Donaldson ha militato nel Club Deportivo Municipal Limeño e nel Club Deportivo FAS.

### Nazionale
Diaz ha militato nella nazionale salvadoregna, giocandovi un incontro. Ha partecipato, senza mai scendere in campo, alla CONCACAF Gold Cup 1996.
Venne allontanato dalla nazionale per motivi disciplinari.